# Valentina Ševčenko (lottatrice)
Valentina Anatol'evna Ševčenko (Frunze, 7 marzo 1988) è una lottatrice di arti marziali miste kirghisa di origine russa.
Combatte nella divisione dei pesi mosca per la promozione statunitense UFC, nella quale è stata campionessa di categoria dal 2018 fino al marzo del 2023. Precedentemente era stata una contendente al titolo dei pesi gallo venendo tuttavia sconfitta dalla campionessa Amanda Nunes. Risiede a Las Vegas, ma ha passato anche un periodo di otto anni in Perù, paese che rappresenta portando sempre con sé la bandiera prima degli incontri (oltre alla sua madrelingua russa, parla infatti inglese e spagnolo).

## Caratteristiche tecniche
Valentyna Ševčenko è una lottatrice completa abile sia nella lotta in piedi che in quella a terra benché preferisca la prima, essendo una specialista nella Muay Thai e nel Taekwondo.

## Carriera nelle arti marziali miste

### Ultimate Fighting Championship
La Ševčenko compie il suo debutto per la UFC il 19 dicembre 2015, sostituendo Germaine de Randamie nel suo match contro Sarah Kaufman, all'evento UFC on Fox 17. Vince l'incontro per decisione non unanime.
Nel suo secondo incontro, datato 5 marzo 2016, affronta invece la brasiliana Amanda Nunes in occasione di UFC 196. Pur avendo messo in scena una buona prestazione nel corso del terzo round, ciò non le basta per recuperare lo svantaggio accumulato nelle riprese precedenti e la kirghisa si deve così arrendere per decisione unanime.
Ciò nonostante, il 23 luglio ritrova subito un'occasione per riprendersi quando disputa il suo primo main event contro l'ex campionessa dei gallo Holly Holm a UFC on Fox 20. A grande sorpresa, la Ševčenko riuscirà a imporre il proprio stile per tutta la durata del match, aggiudicandosi una vittoria per decisione unanime dopo cinque round.
Il 28 gennaio 2017 vince contro Julianna Peña al secondo round per sottomissione (armbar), diventando la prima sfidante al titolo di Amanda Nunes e ottenendo il premio Performance of the Night. L'incontro per il titolo avrebbe dovuto tenersi l'8 luglio a UFC 213, ma all'ultimo momento è stato annullato a causa di alcuni problemi di salute della Nunes. Il rematch si tiene il 9 settembre a UFC 215, ma la Nunes si impone di nuovo per decisione non unanime. Subito dopo avere ricevuto il risultato dai giudici di gara, la Ševčenko dimostrò contrarietà con la decisione espressa, dicendo che avrebbe rispettato la decisione, ma che era in totale disaccordo con essa. Il risultato finale dell'incontro non venne messo in dubbio soltanto dalla combattente kirghisa, ma anche da molti fan delle arti marziali miste.
Il 3 febbraio 2018 debutta nella divisione dei pesi mosca imponendosi sulla brasiliana Priscila Cachoeira a UFC Fight Night 125, vincendo inoltre il riconoscimento Performance of the Night.

#### Campionessa dei pesi mosca UFC
L'8 dicembre 2018, all'evento UFC 231, affronta l'ex campionessa dei pesi paglia Joanna Jędrzejczyk, che aveva già battuto per tre volte nella sua carriera nella Muay Thai, con in palio il vacante titolo femminile dei pesi mosca UFC: Valentina riesce ad imporsi per decisione unanime al termine di cinque round e a vincere il titolo.
L'8 giugno 2019 difende per la prima volta il titolo contro Jessica Eye, che batte per KO con un fulmineo calcio alla testa nei primi secondi del secondo round che le vale il riconoscimento Performance of the Night.

## Risultati nelle arti marziali miste
| Risultato | Record | Avversario           | Metodo                           | Evento                                      | Data              | Round | Tempo | Città                              | Note                                                                     |
| --------- | ------ | -------------------- | -------------------------------- | ------------------------------------------- | ----------------- | ----- | ----- | ---------------------------------- | ------------------------------------------------------------------------ |
| Vittoria  | 25-4-1 | Manon Fiorot         | Decisione (Unanime)              | UFC 315                                     | 10 maggio 2025    | 5     | 5:00  | Montreal, Canada                   | Difende il titolo femminile dei pesi mosca UFC                           |
| Vittoria  | 24-4-1 | Alexa Grasso         | Decisione (Unanime)              | UFC 306                                     | 14 settembre 2024 | 5     | 5:00  | Las Vegas, Stati Uniti             | Vince il titolo femminile dei pesi mosca UFC                             |
| Parità    | 23-4-1 | Alexa Grasso         | Decisione (non unanime)          | UFC Fight Night: Grasso vs. Shevchenko 2    | 16 settembre 2023 | 5     | 5:00  | Las Vegas, Stati Uniti             | Per il titolo femminile dei pesi mosca UFC                               |
| Sconfitta | 23-4   | Alexa Grasso         | Sottomissione (rear-naked choke) | UFC 285                                     | 4 marzo 2023      | 4     | 4:34  | Las Vegas, Stati Uniti             | Perde il titolo femminile dei pesi mosca UFC                             |
| Vittoria  | 23-3   | Taila Santos         | Decisione (non unanime)          | UFC 275                                     | 11 giugno 2022    | 5     | 5:00  | Kallang, Singapore                 | Difende il titolo femminile dei pesi mosca UFC                           |
| Vittoria  | 22-3   | Lauren Murphy        | KO tecnico (gomitate e pugni)    | UFC 266                                     | 25 settembre 2021 | 4     | 4:00  | Las Vegas, Stati Uniti             | Difende il titolo femminile dei pesi mosca UFC                           |
| Vittoria  | 21-3   | Jéssica Andrade      | KO tecnico (gomitate)            | UFC 261: Usman vs. Masvidal 2               | 24 aprile 2021    | 2     | 3:19  | Jacksonville, Florida, Stati Uniti | Difende il titolo femminile dei pesi mosca UFC                           |
| Vittoria  | 20-3   | Jennifer Maia        | Decisione (unanime)              | UFC 255: Figueiredo vs. Perez               | 21 novembre 2020  | 5     | 5:00  | Las Vegas, Stati Uniti             | Difende il titolo femminile dei pesi mosca UFC                           |
| Vittoria  | 19-3   | Katlyn Chookagian    | KO tecnico (gomitate e pugni)    | UFC 247: Jones vs. Reyes                    | 8 febbraio 2020   | 3     | 1:03  | Houston, Stati Uniti               | Difende il titolo femminile dei pesi mosca UFC                           |
| Vittoria  | 18-3   | Liz Carmouche        | Decisione (unanime)              | UFC Fight Night: Shevchenko vs. Carmouche 2 | 10 agosto 2019    | 5     | 5:00  | Montevideo, Uruguay                | Difende il titolo femminile dei pesi mosca UFC                           |
| Vittoria  | 17-3   | Jessica Eye          | KO (calcio alla testa)           | UFC 238: Cejudo vs. Moraes                  | 8 giugno 2019     | 2     | 0:26  | Chicago, Stati Uniti               | Difende il titolo femminile dei pesi mosca UFC, Performance of the Night |
| Vittoria  | 16-3   | Joanna Jędrzejczyk   | Decisione (unanime)              | UFC 231: Holloway vs. Ortega                | 8 dicembre 2018   | 5     | 5:00  | Toronto, Canada                    | Vince il titolo femminile dei pesi mosca UFC                             |
| Vittoria  | 15-3   | Priscila Cachoeira   | Sottomissione (rear-naked choke) | UFC Fight Night: Machida vs. Anders         | 3 febbraio 2018   | 2     | 4:25  | Belém, Brasile                     | Debutto nei pesi mosca, Performance of the Night                         |
| Sconfitta | 14-3   | Amanda Nunes         | Decisione (non unanime)          | UFC 215: Nunes vs Schevchenko 2             | 9 settembre 2017  | 5     | 5:00  | Edmonton, Canada                   | Per il titolo dei pesi gallo femminili UFC                               |
| Vittoria  | 14-2   | Julianna Peña        | Sottomissione (armbar)           | UFC on Fox: Shevchenko vs. Peña             | 28 gennaio 2017   | 2     | 4:29  | Denver, Stati Uniti                | Performance of the Night                                                 |
| Vittoria  | 13-2   | Holly Holm           | Decisione (unanime)              | UFC on Fox: Holm vs. Shevchenko             | 23 luglio 2016    | 5     | 5:00  | Chicago, Stati Uniti               |                                                                          |
| Sconfitta | 12-2   | Amanda Nunes         | Decisione (unanime)              | UFC 196: McGregor vs. Diaz                  | 5 marzo 2016      | 3     | 5:00  | Las Vegas, Stati Uniti             |                                                                          |
| Vittoria  | 12-1   | Sarah Kaufman        | Decisione (non unanime)          | UFC on Fox: dos Anjos vs. Cerrone 2         | 19 dicembre 2015  | 3     | 5:00  | Orlando, Stati Uniti               | Debutto in UFC                                                           |
| Vittoria  | 11-1   | Jan Finney           | Decisione (unanime)              | Legacy FC 39                                | 27 febbraio 2015  | 3     | 5:00  | Houston, Stati Uniti               |                                                                          |
| Vittoria  | 10-1   | Hellen Bastos        | KO tecnico (stop medico)         | Fusion FC 6                                 | 26 febbraio 2014  | 2     | 3:00  | Lima, Perù                         |                                                                          |
| Vittoria  | 9-1    | Priscila Orellana    | KO tecnico (pugni)               | Fusion FC 5                                 | 18 dicembre 2013  | 1     | 0:50  | Lima, Perù                         |                                                                          |
| Vittoria  | 8-1    | Akjarkyn Baiturbaeva | Decisione (unanime)              | KF-1: MMA World Competition                 | 30 aprile 2011    | 3     | 5:00  | Seul, Corea del Sud                |                                                                          |
| Sconfitta | 7-1    | Liz Carmouche        | KO tecnico (stop medico)         | C3 Fights: Red River Rivalry                | 30 settembre 2010 | 2     | 3:00  | Concho, Stati Uniti                |                                                                          |
| Vittoria  | 7-0    | Yulia Nemstova       | Sottomissione (Ezekiel choke)    | Professional Free Fight                     | 3 marzo 2006      | 1     | 1:11  | Krasnodar, Russia                  |                                                                          |
| Vittoria  | 6-0    | Kyung Aeh Kim        | Sottomissione (armbar)           | WXF: X-Impact World Championships 2005      | 9 luglio 2005     | 1     | 1:09  | Corea del Sud                      |                                                                          |
| Vittoria  | 5-0    | Roza Kalieva         | Sottomissione (rear-naked choke) | Kazakhstan Federation of Pankration 2       | 22 marzo 2005     | 1     | 1:09  | Kökşetaw, Kazakistan               |                                                                          |
| Vittoria  | 4-0    | Alla Iskarenova      | Sottomissione (rear-naked choke) | Kazakhstan Federation of Pankration         | 21 marzo 2005     | 1     | 1:12  | Kökşetaw, Kazakistan               |                                                                          |
| Vittoria  | 3-0    | Erkesh Kokoeva       | KO tecnico (pugni)               | Kyrgyz Federation of Kulatuu 2              | 15 ottobre 2004   | 1     | N/A   | Kirghizistan                       |                                                                          |
| Vittoria  | 2-0    | Mi Choi Kim          | Sottomissione (rear-naked choke) | WXF: X-Impact World Championships 2003      | 9 dicembre 2003   | 1     | 1:55  | Seul, Corea del Sud                |                                                                          |
| Vittoria  | 1-0    | Eliza Aidaralieva    | KO tecnico (pugni)               | Kyrgyz Federation of Kulatuu                | 21 aprile 2003    | 2     | N/A   | Kirghizistan                       |                                                                          |